# Портидж (тауншип, Миннесота)
Портидж (англ. Portage) — тауншип в округе Сент-Луис, Миннесота, США. На 2000 год его население составило 177 человек.

## География
По данным Бюро переписи населения США площадь тауншипа составляет 370,6 км², из которых 355,6 км² занимает суша, а 15,0 км² — вода (4,05 %).

## Демография
По данным переписи населения 2000 года здесь находились 177 человек, 73 домохозяйства и 45 семей. Плотность населения —  0,5 чел./км². На территории тауншипа расположено 213 построек со средней плотностью 0,6 построек на один квадратный километр. Расовый состав населения: 92,09 % белых, 0,56 % афроамериканцев, 0,56 % коренных американцев, 4,52 % азиатов и 2,26 % приходится на две или более других рас. Испанцы или латиноамериканцы любой расы составляли 0,56 % от популяции тауншипа.
Из 73 домохозяйств в 21,9 % воспитывались дети до 18 лет, в 60,3 % проживали супружеские пары и в 37,0 % домохозяйств проживали несемейные люди. 26,0 % домохозяйств состояли из одного человека, при том 8,2 % из — одиноких пожилых людей старше 65 лет. Средний размер домохозяйства — 2,42, а семьи — 3,09 человека.
20,3 % населения — младше 18 лет, 7,9 % — в возрасте от 18 до 24 лет, 26,0 % — от 25 до 44, 30,5 % — от 45 до 64, и 15,3 % — старше 65 лет. Средний возраст — 44 года. На каждые 100 женщин приходилось 103,4 мужчин. На каждые 100 женщин старше 18 приходилось 120,3 мужчин.
Средний годовой доход домохозяйства составлял 28 750 долларов, а средний годовой доход семьи —  31 500 долларов. Средний доход мужчин —  26 667  долларов, в то время как у женщин — 28 333. Доход на душу населения составил 19 107 долларов. За чертой бедности находились 15,9 % семей и 13,9 % всего населения тауншипа, из которых 15,0 % младше 18 и 21,4 % старше 65 лет.